# Barrio Sur
Barrio Sur és un barri de Montevideo, Uruguai. Es troba directament al sud del Centro i els seus límits són el carrer Canelones al nord, el carrer Andes a l'oest, l'avinguda costanera La Rambla al sud, i el carrer Dr. Barrios Amorin a l'est.
És el barri on va néixer el candombe després de l'abolició de l'esclavitud a l'Uruguai. Fins a la data, està connectat a la comunitat afrouruguaiana, així com a amb la seva música i cultura. És una zona destacada de la ciutat per a la celebració de les carnestoltes. Al barri també s'ubica el Cementiri Central de Montevideo, un dels més antics del país i on descansen les restes mortals de personatges il·lustres de la societat uruguaiana i internacional.